# Coccineorchis navarrensis
Coccineorchis navarrensis är en orkidéart som först beskrevs av Oakes Ames, och fick sitt nu gällande namn av Leslie Andrew Garay. Coccineorchis navarrensis ingår i släktet Coccineorchis, och familjen orkidéer. Inga underarter finns listade i Catalogue of Life.